# Lossémy Karaboué
Lossémy Karaboué (* 18. März 1988 in Paris) ist ein ivorischer Fußballspieler.

## Karriere
Das Fußballspielen erlernte Lossémy Karaboué in Frankreich bei Olympique Lyon. Seinen ersten Vertrag unterschrieb er 2008 bei CS Sedan, einem Verein, der in Sedan beheimatet ist. Nach 90 Spielen und 15 Toren wechselte er 2011 nach Nancy zum dortigen AS Nancy. Für Nancy stand er 124 Mal auf dem Spielfeld. 2015 wechselte er zu ES Troyes AC, einem Verein, der in der Ligue 1 spielt und in Troyes beheimatet ist. 2016 zog es ihn nach Griechenland, wo er einen Vertrag bei Levadiakos unterzeichnete. 2017 ging er wieder zurück nach Frankreich, um eine Saison beim FC Valenciennes zu spielen. 2018 verließ er Frankreich wieder in Richtung Rumänien, wo er beim FC Botoșani einen Vertrag unterschrieb. Der Verein spielte in der höchsten Liga des Landes, der Liga 1. 2019 wechselte er nach Asien. Hier schloss er sich dem Ratchaburi Mitr Phol an. 2019 stand er mit Ratchaburi im Finale des FA Cup. Hier unterlag man dem Ligakonkurrenten Port FC mit 1:0. Mit dem Verein aus Ratchaburi spielte er 40-mal in der ersten Liga. Im Juli 2021 wechselte er nach Suphanburi zum Ligakonkurrenten Suphanburi FC. Am Ende der Saison 2021/22 belegte er mit dem Verein den 16. Tabellenplatz und musste somit in die zweite Liga absteigen. Nach dem Abstieg verließ er Suphanburi und schloss sich dem Erstligisten PT Prachuap FC an. Für den Klub aus Prachuap Khiri KhanPrachuap Khiri Khan bestritt er 25 Erstligaspiele. Nach einer Saison wechselte er im Sommer 2023 zum ebenfalls in der ersten Liga spielenden Khon Kaen United FC. Am Ende der Saison 2024/25 wurde er mit Khon Kaen Tabellenletzter und musste somit in die zweite Liga absteigen. Für Khon Kaen bestritt er 42 Ligaspiele. Hierbei erzielte er fünf Treffer. Nach dem Abstieg wurde sein Vertrag nicht verlängert.

## Erfolge
Ratchaburi Mitr Phol FC
- Thailändischer Pokalfinalist: 2019